# Cogîlnic
Cogîlnic, Kohylnyk (ukr. Когильник Kohylnyk, rum. Cogâlnic lub Cogilnic, ros. Когыльник Kogylnik, dawniej pol. Kogilnik) – rzeka w Mołdawii i południowo-zachodniej Ukrainie o długości 243 km. Rzeka wypływa ze wzgórz Kodry, na zachód od Kiszyniowa i płynie na południe przez miasta Hîncești, Cimișlia, Basarabeasca i Arcyz. Cogîlnic uchodzi do limanu Sasyk, w pobliżu miasta Tatarbunary, na wybrzeżu Morza Czarnego.